# Habana Blues
Habana Blues és una pel·lícula espanyola dirigida per Benito Zambrano, estrenada el 15 de març de 2005.
A Cuba, Ruy i Tito són dos amics d'infantesa apassionats per la música. Intenten viure al dia la seva passió. Els dos músics acumulen petites feines per subsistir i gravar la seva maqueta. Es llancen també a l'organització del seu primer concert per fer-se conèixer. Guarden el seu humor i la seva esperança malgrat les dificultats. Quan dos productors espanyols desembarquen a Cuba a la recerca de nous talents, Ruy i Tito proven sort.

## Repartiment
- Alberto Yoel: Ruy
- Roberto Sanmartín: Tito
- Yailene Sierra: Caridad
- Zenia Marabal: Luz María
- Marta Calvó: Marta
- Roger Pera: Lorenzo
- Tomás Cao: Álex
- Julie Ladagnous: Julie

## Al voltant de la pel·lícula
- El rodatge s'ha desenvolupat a Cienfuegos i L'Havana, a Cuba.

## Premis
- Nominació al Goya pel millor director, muntatge i música, el 2006.